# Ратно ваздухопловство и противваздушна одбрана Војске Југославије
Ратно ваздухопловство и противваздушна одбрана (скраћено РВиПВО) је била оружана формација Савезне Републике Југославије чији је задатак био одбрана и заштита ваздушног простора.

## Историја

### Оснивање и консолидација
Након распада СФРЈ и конституисања Савезне Републике Југославија, 27. априла 1992. године, започет је процес трансформације Југословенске народне армије у Војску Југославије. Тај процес спроведен је и у Ратном ваздухопловству и противваздушној одбрани. Тако је, фактички створено ново ратно ваздухопловство и противваздушна одбрана нове државе и војске - Ратно ваздухопловство и противваздушна одбрана Војске Југославије (РВ и ПВО ВЈ) .
Националне ознаке СФРЈ на ваздухопловима су префарбане и замењене новим ознакама које су засноване на застави Савезне Републике Југославије - плаво-бело-црвена тробојка у искошеном облику на репу и кружном на крилима и трупу.
Циљ трансформације и реорганизације био је да се - у складу са промењеним условима, смањеном територијом, мањим демографским и економским потенцијалом, карактеристикама окружења и новим међународним војно-политичким положајем, имајући у виду расположиве кадровске и материјалне ресурсе, - створи бројно мање али добро организовано, увежбано и борбено ефикасно ратно ваздухопловство и противваздушна одбрана.
У оквиру трансформације и реорганизације у РВ и ПВО извршене су значајне промене: 
- све ваздухопловне јединице изузев 138. транспортне авијацијске бригаде груписане су у Ваздухопловни корпус;
- све јединице у систему противваздушне одбране, осим ловачке авијације, груписане су у Корпус противваздушне одбране, коме су придодати и сви средњи самоходни ракетни пукови ПВО система Куб, који су раније у ЈНА били у саставу армија копнене војске;
- уместо ваздухопловних база формиране су бригаде логистичке подршке, намењене за позадинско и борбено обезбеђење јединица авијације и осталих борбених јединица РВ и ПВО ВЈ;
- из састава РВ и ПВО изашла је 63. падобранска бригада и придодата новоформираном Корпусу специјалних јединица Војске Југославије;
- из састава РВ и ПВО изузете су све ваздухопловне војне школе и укључене у јединствени школски систем Војске Југославије;
- укинуте су армијске хеликоптерске ескадриле за везу и извиђање као и Ауто-наставни центар РВ и ПВО;
- Централно складиште Ратног ваздухопловства је изашло из састава вида и припојено је позадинској бази под непосредном командом Генералштаба Војске Југославије;
- Ваздухопловнотехнички институт уграђен је у структуру Војнотехничког института;
- Ваздухопловноремонтни завод „Мома Станојловић“ непосредно је потчињен војнопривредном сектору Савезног министарства за одбрану.

У Генералштабу Војске Југославије, уместо Сектора Ратног ваздухопловства и противваздушне одбране, формирана је Управа РВ и ПВО, која је у свом саставу имала: Одељење авијације, Одељење АРЈ ПВО, Одељење ВОЈ и Оперативно одељење. Ваздухопловнотехничко одељење било је у сектору позадине. Управа РВ и ПВО налазила се у Оперативном сектору Генералштаба, дакле начелник Управе био је потчињен помоћнику начелника Генералштаба Војске Југославије за оперативне послове. Таква решења показала су већ на почетку бројне недостатке, тако да је крајем године дошло до промена. 

## Организација

### Структура

#### 1992—1994.
- Команда РВ и ПВО
  -     - Ваздухопловнонаставни центар
    - 280. центар за електронско извиђање и противелектронска дејства
    - Ваздухопловни опитни центар
    - Ваздухопловномедицински институт
    - Оркестар РВ и ПВО
    - 333. инжењеријски батаљон
    - 322. батаљон веза
    - 138. транспортна авијацијска бригада

  - Авијацијски корпус
    - 83. ловачки авијацијски пук
    - 172. авијацијска бригада
    - 204. авијацијска бригада
    - 98. ловачко-бомбардерски пук
    - 97. хеликоптерски пук
    - 119. хеликоптерски пук

  - Корпус противваздушне одбране
    - 210. батаљон веза
    - 126. ваздушног осматрања, јављања, извиђања и навођења
    - 250. ракетна бригада ПВО
    - 450. ракетна бригада ПВО
    - 60. самоходни ракетни пук ПВО
    - 230. самоходни ракетни пук ПВО
    - 240. самоходни ракетни пук ПВО
    - 310. самоходни ракетни пук ПВО
    - 311. самоходни ракетни пук ПВО

#### 1994—1996.
- Команда РВ и ПВО
  -     - 138. транспортна авијацијска бригада
    - 280. центар за електронско извиђање и противелектронска дејства
    - Опитни центар

  - Авијацијски корпус
    - 333. батаљон инжењерије
    - 172. авијацијска бригада
    - 98. ловачко-бомбардерски пук
    - 119. хеликоптерски пук

  - Корпус ПВО
    - 359. батаљон инжењерије
    - 210. батаљон веза
    - 83. ловачки авијацијски пук
    - 204. ловачки авијацијски пук
    - 126. бригада ваздушног осматрања, јављања, извиђања и навођења
    - 250. ракетна бригада ПВО
    - 450. ракетни пук ПВО
    - 60. самоходни ракетни пук ПВО
    - 230. самоходни ракетни пук ПВО
    - 240. самоходни ракетни пук ПВО
    - 310. самоходни ракетни пук ПВО
    - 311. самоходни ракетни пук ПВО

#### 1996—1999.
- Команда РВ и ПВО
  -  353. извиђачка ескадрила „Соколови“
  -  677. транспортна ескадрила „Роде“
  -  890. мешовита хеликоптерска ескадрила „Пегази“
  -  280. центар за електронско извиђање и противелектронска дејства
  -  Опитни центар
  -  Авијацијски корпус
    -  333. батаљон инжењерије
    -  172. авијацијска бригада
    -  98. ловачко-бомбардерски пук
    -  119. хеликоптерски пук

  -  Корпус ПВО
    -  359. батаљон инжењерије
    -  210. батаљон веза
    -  83. ловачки авијацијски пук
    -  204. ловачки авијацијски пук
    -  126. бригада ваздушног осматрања, јављања, извиђања и навођења
    -  250. ракетна бригада ПВО
    -  450. ракетни пук ПВО „Краљевске лисице“
    -  60. самоходни ракетни пук ПВО
    -  230. самоходни ракетни пук ПВО
    -  240. самоходни ракетни пук ПВО
    -  310. самоходни ракетни пук ПВО
    -  311. самоходни ракетни пук ПВО

### Родови и службе
| Авијација | АРЈ ПВО | ВОЈИН | Ваздухопловно- техничка служба |
| --------- | ------- | ----- | ------------------------------ |
|           |         |       |                                |

### Чинови
| Генерали                | Генерали                  | Генерали                     | Генерали               | Официри           | Официри              | Официри        | Официри             | Официри          | Официри           | Официри              |
| ----------------------- | ------------------------- | ---------------------------- | ---------------------- | ----------------- | -------------------- | -------------- | ------------------- | ---------------- | ----------------- | -------------------- |
| General armije RV i PVO | General pukovnik RV i PVO | General potpukovnik RV i PVO | General major RV i PVO | Pukovnik RV i PVO | Potpukovnik RV i PVO | Major RV i PVO | Kapetan pk RV i PVO | Kapetan RV i PVO | Poručnik RV i PVO | Potporučnik RV i PVO |
| Генерал армије          | Генерал- пуковник         | Генерал- потпуковник         | Генерал- мајор         | Пуковник          | Потпуковник          | Мајор          | Капетан I класе     | Капетан          | Поручник          | Потпоручник          |

| Подофицири            | Подофицири         | Подофицири                 | Подофицири              | Подофицири         | Подофицири      | Војници               | Војници    | Војници      | Војници |
| --------------------- | ------------------ | -------------------------- | ----------------------- | ------------------ | --------------- | --------------------- | ---------- | ------------ | ------- |
| Zastavnik pk RV i PVO | Zastavnik RV i PVO | Stariji vodnik pk RV i PVO | Stariji vodnik RV i PVO | Vodnik pk RV i PVO | Vodnik RV i PVO | Mlađi vodnik RV i PVO | Desetar VJ | Razvodnik VJ |         |
| Заставник I класе     | Заставник          | Старији водник I класе     | Старији водник          | Водник I класе     | Водник          | Млађи водник          | Десетар    | Разводник    | Војник  |

## Наоружање и војна опрема

### Авиони
| Ваздухоплов     | Слика                                                  | Порекло         | Тип                                                                                | Варијанта                                                      | Период употребе                                                              | Бројност | Коментар                                                                                   |
| МиГ-29          | Serbian mig-29 missiles                                | Совјетски Савез | Ловачки авион Тренажни ловачки авион                                               | МиГ-29Б МиГ-29УБ                                               | 1992—2003.                                                                   | 14 2     | 14 МиГ-29Б ловаца и 2 УБ тренажна авиона                                                   |
| МиГ-21          | MiG-21 bis 17161 V i PVO VS, august 04, 2008           | Совјетски Савез | Ловачки авион Извиђачки ловачки авион Тренажни ловачки авион                       | МиГ-21бис МиГ-21М МиГ-21МФ МиГ-21ПМФ МиГ-21Р МиГ-21УМ МиГ-21УС | 1992—2003. 1992—2003. 1992—2001. 1992—1996. 1992—2003. 1992—2003. 1992—1996. | 68       |                                                                                            |
| Орао            | J-22 Orao in low level flight, Kecskemét, 2007         | СФР Југославија | Јуришни авион Тренажни јуришни авионИзвиђачки јуришни авион Тренажни јуришни авион | J-22 НЈ-22 ИЈ-22 ИНЈ-22                                        | 1992—2003.                                                                   | 60       |                                                                                            |
| Јастреб         |                                                        | СФР Југославија | Јуришни авион Тренажни јуришни авионИзвиђачки јуришни авион Тренажни јуришни авион | J-21 НЈ-21 ИЈ-21 ИНЈ-21                                        | 1992—1996.                                                                   | 68       | Сви авиони Јастреб су повучени из употребе по регионалном споразуму о ограничењу наоружања |
| Г-2 Галеб       |                                                        | СФР Југославија | Школско-борбени авион                                                              | Г-2                                                            | 1992—1999.                                                                   | 20       | Сви авиони Г-2 Галеб су уништени у нападу НАТО агресора на аеродром Голубовци              |
| Г-4 Супер Галеб | Soko G-4 Super Galeb, Yugoslavia - Air Force AN2129173 | СФР Југославија | Школско-борбени авион Тегљач мете                                                  | Г-4 Г-4Т                                                       | 1992—2003.                                                                   | 61       |                                                                                            |